# José Luis Alonso Mateo
José Luis Alonso Mateo (La Habana, 6 de febrero de 1964) es un artista cubano que ha desarrollado su obra en pintura, el grabado, la instalación, el diseño gráfico y el performance. 
Entre 1983-1990 adquirió experiencia profesional como miembro fundador del Taller de Serigrafía Artística René Portocarrero, en La Habana.
Se formó en el Instituto Superior de Arte (ISA), en La Habana (1984-1989)

## Exposiciones

### Individuales
- De La Habana. Consuelo Castañeda, 1989;
- La historia reconstruye la imagen.Frank León Separatidad;
- La ficción hizo la obra, en el Museo de la Ciudad de México;
- La Pirámide Roja en el Instituto Superior de Arte (ISA), Habana, Cuba
- Colección privada, en la Galería OMR, México, 1994.

### Colectivas
Premio La Joven Estampa, en la Galería Haydée Santamaría, Casa de las Américas, Habana, Cuba,1987; Cuban Art in Boston, en Massachusetts College of Art, Administration Building, Boston, Massachusetts, Estados Unidos, 1988; La Habana en Madrid, en el Centro Cultural de la Villa, Ayuntamiento de Madrid, España, 1989; Expoarte Guadalajara 94, Foro Internacional de Arte Contemporáneo, en el Pabellón de Exposiciones, Guadalajara, México, 1994; Feria Internacional de Arte Contemporáneo ARCO’95, en el Parque Ferial Juan Carlos I, Madrid, España, 1995.

## Performance
Dos performance que también forman parte de su obra:"“Performance sobre la información,”" Fototeca de Cuba, en 1987 y "Kisch, in: No es sólo lo que TE METES", en la Facultad de Artes y Letras, Universidad de La Habana, en 1988